# Catherine McGuinness

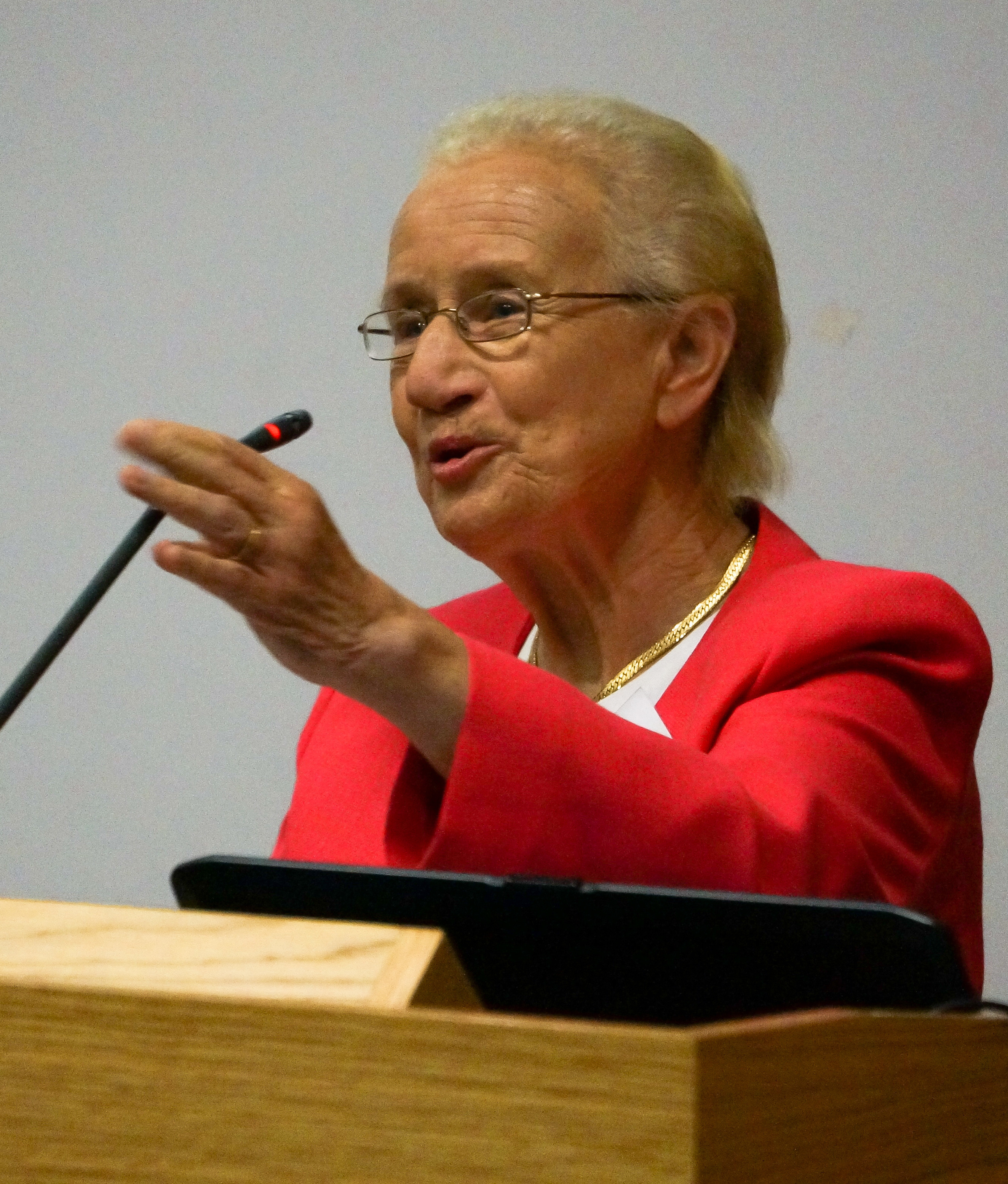
Catherine McGuinness (2014)

Catherine McGuinness (irisch Caitríona Nic Aonghusa, * 14. November 1934 in Belfast als Catherine Isobel Bridget Ellis) ist eine irische Juristin und ehemalige Richterin am irischen Supreme Court.
McGuinness wurde in eine protestantische Familie geboren. Nach der Schule in Belfast studierte sie am Trinity College Dublin und nachfolgend am King’s Inns. Sie arbeitete in den 1960er Jahren für die Irish Labour Party. 1977 wurde sie als Rechtsanwältin zugelassen. 1979 wurde sie in einer Nachwahl zum Seanad Éireann für den Wahlbereich Dublin University (d. h. für das Trinity College) als unabhängige Kandidatin zur Senatorin gewählt. 1981 und 1983 wurde sie jeweils wiedergewählt. 1989 wurde sie Senior Counsel.
Patrick Hillery ernannte sie 1988 (bis 1990) zum Mitglied des Staatsrats. In diese Funktion wurde sie durch den Präsidenten Michael D. Higgins von 2012 bis 2019 erneut ernannt. 1994 wurde sie als erste Frau Richterin am Circuit Court. 1996 rückte sie in den High Court auf. Im Januar 2000 wurde sie Richterin am Supreme Court. Altersbedingt ging sie 2006 in den Ruhestand. Von 2005 bis 2011 war sie Vorsitzende der Law Reform Commission.
McGuinness wurde 2005 zur außerplanmäßigen Professorin an der University of Galway ernannt. Sie erhielt zahlreiche Auszeichnungen und Ehrendoktortitel.
Sie war seit 1954 mit dem Journalisten Proinsias Mac Aonghusa (1933–2003) verheiratet. Das Paar hat drei Kinder.